# Ctenotus piankai
Ctenotus piankai är en ödleart som beskrevs av  Storr 1969. Ctenotus piankai ingår i släktet Ctenotus och familjen skinkar.

## Underarter
Arten delas in i följande underarter:
- C. p. duricola
- C. p. piankai